# RD-801
RD-801 (ロシア語: РД-801)はウクライナ製の液体酸素とケロシン(RG-1)を推進剤として二段燃焼サイクルで燃焼する液体燃料ロケットエンジン 単一の燃焼室とジンバルでノズルを2軸+/- 6°傾ける事が可能な推力偏向を備える。ウクライナのユージュノエ設計局でMayakロケットシリーズの1段目の推進のために設計された。
RD-801と同様にRD-810はバーニアエンジンを基に開発され、RD-120エンジンの改良型である。RD-801は単体または束ねてMayakロケットで使用される

## 派生型
このエンジンの3形式の派生型が提案された:
- RD-801 (version 0) (ロシア語: РД-801 (версия 0)): 推力偏向を備えない基本型.[2]
- RD-801 (version 01) (ロシア語: РД-801 (версия 01)): ジンバルでノズルの2軸を+/- 6°傾ける事が可能な推力偏向を備える形式;.[2]
- RD-801V (ロシア語: РД-801В): ノズルが延長された上段用ロケットエンジン[2]